# Lumpiaque
Lumpiaque ist eine Kleinstadt und eine Gemeinde (municipio) mit 862 Einwohnern (Stand: 2024) im Norden der Provinz Saragossa in der Autonomen Region Aragonien im Nordosten Spaniens.

## Lage und Klima
Lumpiaque liegt etwa 45 Kilometer westsüdwestlich der Provinzhauptstadt Saragossa in einer Höhe von ca. 310 m. 
Das Klima ist gemäßigt bis warm; der eher spärliche Regen (ca. 399 mm/Jahr) fällt übers Jahr verteilt.

## Bevölkerungsentwicklung
| Jahr      | 1970 | 1981 | 1991 | 2001 | 2011 | 2021 |
| Einwohner | 1351 | 1138 | 1004 | 901  | 939  | 836  |

## Sehenswürdigkeiten
- Franziskuskirche (Iglesia de San Francisco de Asís)

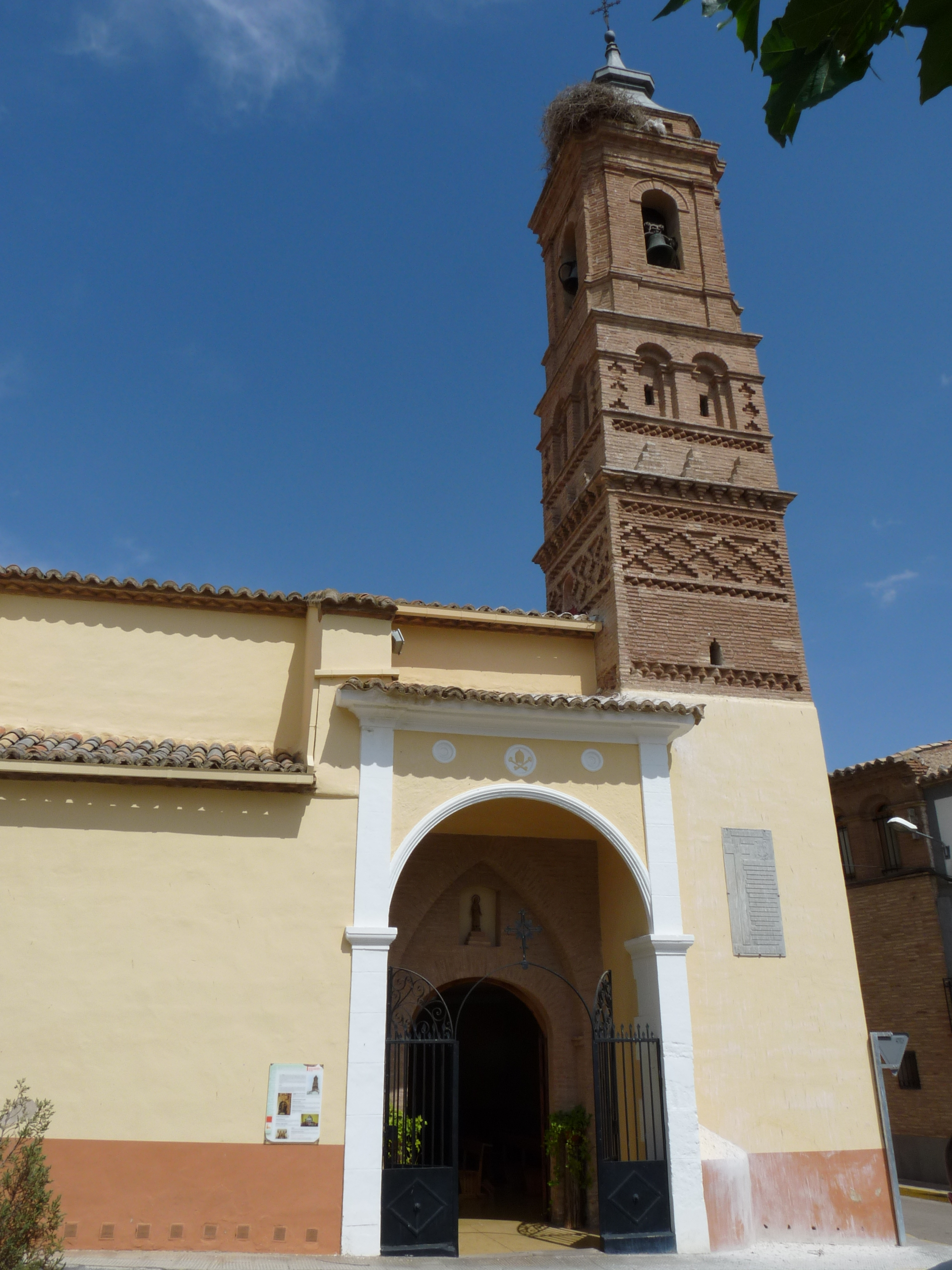
Franziskuskirche
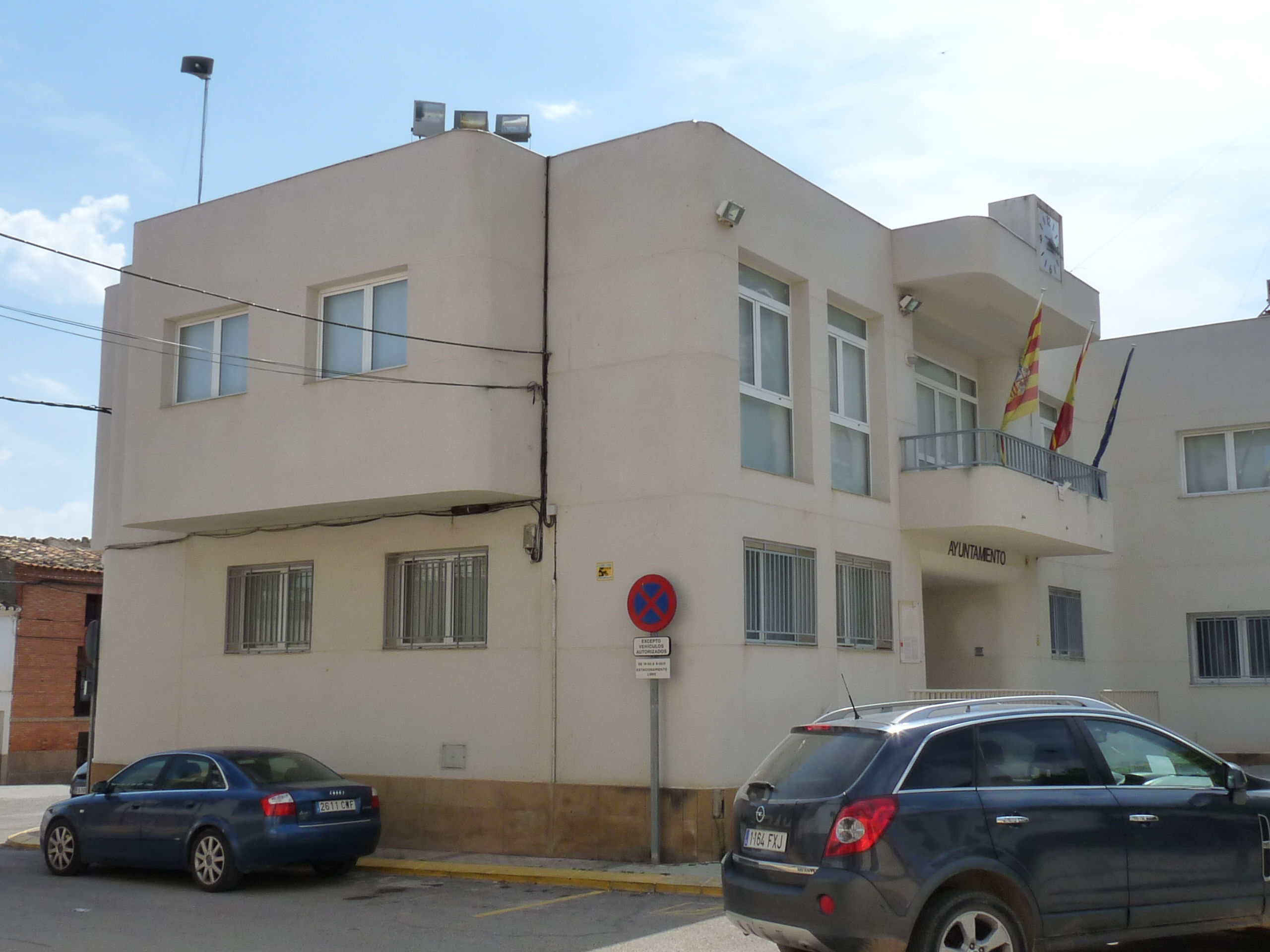
Rathaus